# Antonio Fiammazzo
Antonio Fiammazzo (Fonzaso, 4 agosto 1851 – Fonzaso, 28 dicembre 1937) è stato un filologo e insegnante italiano.

## Biografia
Figlio di Odilone e dell'asiaghese Marianna Cunich (o Kunich), probabilmente ricevette una prima formazione dal padre, fabbricere e organista della parrocchiale di Fonzaso nonché giudice conciliatore e maestro elementare. Successivamente, grazie ai finanziamenti di uno zio sacerdote, frequentò il ginnasio e il liceo a Feltre e a Belluno, conseguendo infine la laurea in lettere presso l'università di Padova.
Nel 1875 iniziò una brillante carriera di insegnante negli istituti superiori che si sarebbe protratta sino al suo ritiro. Dapprima fu istitutore nel collegio comunale - poi nazionale - di Cividale del Friuli, quindi come direttore nel ginnasio comunale - anch'esso in seguito statalizzato. Nel 1881 divenne insegnante di lettere nel ginnasio dell'Aquila, ma vi rimase poco: già alla fine dello stesso anno passava a quello di Udine, dove restò sino al 1888.
Divenuto noto grazie alla pubblicazione de I codici friulani della Divina Commedia (1887), fu promosso direttore del liceo di Lecce. Trasferitosi poi a Senigallia, nel 1893 fu professore al liceo "Sarpi" di Bergamo. Nel 1904 divenne preside della stessa scuola, ma già l'anno dopo fu nominato preside del liceo "Chiabrera" di Savona.
Tornato nuovamente a Udine, dopo la rotta di Caporetto dovette riparare a Roma presso un fratello funzionario, perdendo così numerosi suoi manoscritti e appunti. Nella capitale collaborò con il ministro dell'istruzione Agostino Berenini occupandosi dei rapporti con gli insegnanti rimasti nelle zone del fronte.
Al termine del conflitto tornò a dirigere il liceo classico Stellini di Udine. Nel 1925 fu congedato dal lavoro con tutti gli onori e si ritirò nel paese natale.

## Opere
Fiammazzo cominciò a pubblicare lavori a sfondo letterario a partire dal 1878, ma i primi studi danteschi, che lo hanno reso celebre, sono del 1885. La sua prima opera di rilievo è però I codici friulani della "Divina Commedia": illustrazioni...e lezioni inedite del "Bartoliniano": è un'analisi dei codici friulani allora noti, ovvero il "Bartolini", il "Florio", il "Fontanini" e il "Claricini", cui aggiunse nel 1888 un'Appendice I dedicata al "Cernazai", appena scoperto, e nel 1891-92 un'Appendice II divisa in due parti, cioè Il commento del Bambaglioli nel cod. "Fontanini" e Il commento del Bambaglioli più antico e la più antica versione.... Nel frattempo erano usciti anche I codici veneti della "Divina Commedia" (1889), incentrato soprattutto sul "Lolliliano", e la Raccolta di lettere inedite, serie I (1891, seguita nel 1898 dalla Serie II ed ultima).
Nel 1895 pubblicò Il codice dantesco della Biblioteca di Bergamo illustrato e nello stesso periodo iniziò a collaborare con il Bullettino della Società dantesca dove comparvero numerosissimi suoi articoli. Grande risonanza ebbe, nello stesso 1895, Il grido d'un verso dantesco dedicato all'interpretazione del verso 81 dell'canto secondo dell'Inferno; la sua tesi fu sostenuta da Raffaello Fornaciari, Michele Barbi e soprattutto da Giovanni Andrea Scartazzini che la inserì nella sua seconda edizione del 1896. Nel 1899, con Giuseppe Vandelli, pubblicò I codici veneziani della "Divina Commedia".
In seguito si occupò del terzo volume dell'Enciclopedia Dantesca dell'Hoepli (i primi due erano stati pubblicati dallo Scartazzini nel 1896-99), poderosa opera di seicentosettanta pagine che riscosse grande successo.
Dal periodo passato a Savona scaturì Il codice dantesco della Biblioteca di Savona (1910), mentre al 1922 risale l'ultima opera di rilievo, Dante e il Friuli, commissionata dall'Accademia di Udine e dalla Società filologica friulana.
Collaborò, inoltre, con il Giornale dantesco e con la Rivista letteraria delle Tre Venezie.